# Ferenczy Lajos (költő)
Örkényi Ferenczy Lajos (18. század - 19. század) ügyvéd, költő.

## Élete
Borsod vármegyében volt ügyvéd, 1818. március 31-én választották meg a tiszáninneni református egyházkerület jegyzőjévé, mely hivataláról 1823. október 7.-én lemondott. Egy ideig Pély Jánosnál volt nevelő.
Költeményeit Kazinczy Ferenchez küldte bírálat végett, aki kritikáját hozzá írt levelében nyilvánította ki. Egy költeménye a Szépliteratúrai Ajándékban (II. 1822.) jelent meg. Egy verse Magyar Kurir (1821), egy levele Élet és Literatura (1827).